# Karl-Erik Jøssund
Karl-Erik Jøssund (7 aprile 2000) è un ex sciatore alpino norvegese.

## Biografia
Gigantista puro attivo dal dicembre del 2016, in Coppa Europa Jøssund ha disputato quattro gare, tutte a Trysil (la prima l'8 dicembre 2017, l'ultima il 3 dicembre 2019 nella medesima località), senza completarne nessuna; si è ritirato durante la stagione 2019-2020 e la sua ultima gara è stata uno slalom gigante FIS disputato il 25 febbraio a Oppdal. Non ha debuttato in Coppa del Mondo né preso parte a rassegne olimpiche o iridate.

## Palmarès

### Campionati norvegesi
- 1 medaglia:
  - 1 bronzo (combinata nel 2019)